# Marie Lehmann
Marie Lehmann   (Hamburg, 15 de maig de 1851 - Berlín, 19 de desembre de 1931) fou una soprano operística alemanya. Va tenir una veu de soprano de coloratura, però també va aparèixer en papers de soprano dramàtica a les òperes de Wagner, incloent-hi la primera interpretació completa del seu Der Ring des Nibelungen al primer Festival de Bayreuth, el 1876, interpretant una de les Rhinemaidens (filles del Rin).

## Biografia
Marie Lehmann va néixer a Hamburg, filla de la soprano Maria Theresia Lehmann-Löw i del tenor Karl August Lehmann. La seva germana fou la també cantant Lilli Lehmann. La seva mare va fer de professora de totes dues mentre vivien a Praga.
Lehmann va debutar en l'Òpera de Leipzig el 1867 en el paper d'Ännchen en l'opereta Der Freischütz, de Carl Maria von Weber, i va quedar-se en aquella companyia fins al 1869. Va fer aleshores una pausa de dos anys en la seva carrera, continuant-la a l'Òpera d'Hamburg el 1871, més tard a l'Òpera de Colònia el 1873, a l'Òpera de Breslau el 1878, al Teatre Alemany de Praga el 1879 i finalment a l'Òpera de la Cort de Viena entre 1891 i 1896, on també va interpretar papers de mezzosoprano i de contralt. Va actuar com a convidada fins al 1901.
Entre els papers del seu ampli repertori hi ha personatges de Mozart com Konstanze, a Die Entführung aus dem Serail, Susanna, a Les noces de Fígaro, Donna Elvira, a Don Giovanni i la Reina de la Nit, a Die Zauberflöte; Marzelline, a Fidelio, de Beethoven, Leonore, a Alessandro Stradella, de Friedrich von Flotow, i Christine, a Das goldene Kreuz d'Ignaz Brüll, estrenada a Berlín el 1875. Altres papers interpretats per ella van ser Margarida de Valois a Les Huguenots de Giacomo Meyerbeer, Adalgisa en Norma de Vincenzo Bellini i Antonina en Belisario de Gaetano Donizetti. Va aparèixer en òperes de Verdi, com a Gilda en Rigoletto i Desdemona en Otello, i en obres de Wagner com a Senta en Der fliegende Holländer i Sieglinde en Die Walküre .

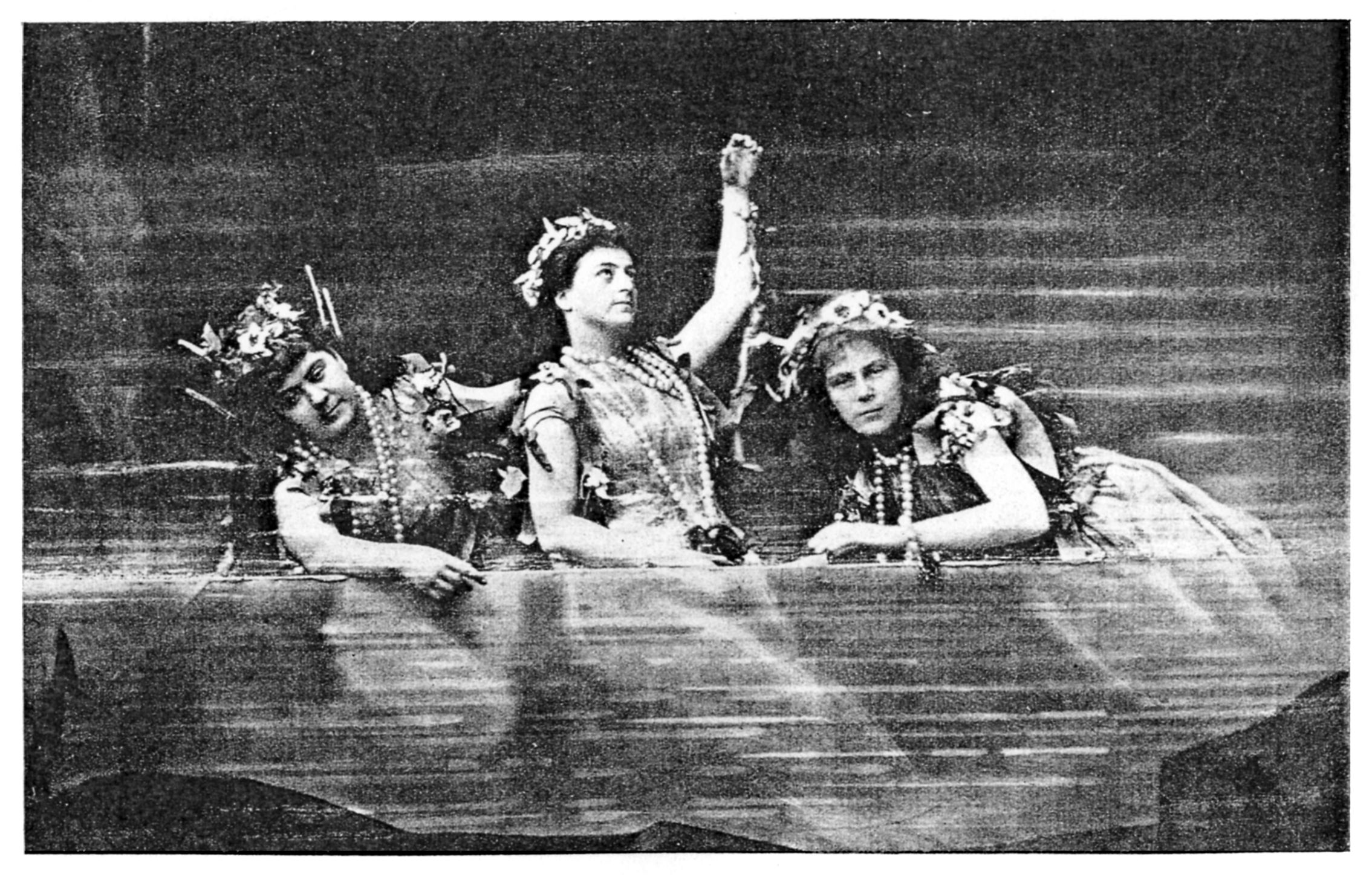
Les Rhinemaidens en Bayreuth el 1876, la primera producció de Der Ring des Nibelungen de Wagner. D'esquerra a dreta: Minna Lammert i les germanes Lilli Lehmann i Marie Lehmann

A Bayreuth, Lehmann va cantar el 1872 la part de solista soprano de la Novena simfonia Beethoven en el concert que va celebrar la col·locació de la primera pedra del Festspielhaus de Bayreuth, juntament amb Johanna Jachmann-Wagner, Albert Niemann i Franz Betz, sota la direcció de Wagner. Va estrenar dos papers d'aquest compositor: Wellgunde, una de les filles del rin, i Waltraute, una de les valquíries, en la primera interpretació completa de Der Ring des Nibelungen en la inauguració del Festival de Bayreuth, del 13 al 17 d'agost de 1876. Les altres dues filles del Rin van ser la seva germana Lilli Lehmann i Minna Lammert. Van simular que nedaven en un aparell ideat per Wagner. Després d'assajar l'escena, l'assistent Richard Fricke va escriure al seu diari que Wagner «els ho va agrair plorant d'alegria». Lehmann va cantar de nou a Bayreuth el 1896, com a Segona Norna en Götterdämmerung.
Després de la seva retirada dels escenaris, Marie Lehmann va viure a Berlín, on va morir als 80 anys. La seva filla, Hedwig Helbig (1869–1951), també va esdevenir soprano de concert i va treballar d'assistenta de la seva tia Lilli Lehmann.